# Evangelický kostel (Ladenburg)
Evangelický kostel je v Ladenburgu ve spolkové zemi Bádensko-Württenbersko v Německu je novogotický kostel postavený mezi léty 1876 a 1878 podle plánů německého architekta Hermanna Behangela.

## Historie
Od roku 1385 si město dělili wormští biskupové a falcké kurfiřtství. Kurfiřt Otto Heinrich začal roku 1556 ve městě s reformací. Pro své bohoslužby využíval reformovaný lid prostory katolického kostela sv. Havla. Až roku 1703 získali luteráni vhodné místo na stavbu vlastního kostela.

Se stavbou kostela se začalo roku 1715 a skončila v roce 1720. Vrchním stavitelem byl Johann Jakob Rischer. Jednalo se o barokní sálový kostel s cibulovou věží. Kvůli neutěšenému stavu stavby musel být kostel roku 1874 uzavřen a rok nato byl stržen. V roce 1876 byl položen základní kámen na stavbu nového kostela, který byl slavnostně 27. srpna 1878 vysvěcen. V 50. letech 20. století byl vsazen dřevěný strop, který byl záhy během rekonstrukce v roce 1998 znovu odstraněn. Dnes se kromě klasických bohoslužeb konají v prostorách kostela i koncerty.

## Stavba
Evangelický kostel stojí v jihovýchodním rohu městského jádra. Je postaven v novogotickým slohu dle plánů architekta Hermanna Behangela. Během rekonstrukčních prací bylo navráceno vzpěradlo kroku. Jednotlivé části stropu jsou vyzdobeny květinovými motivy. Na chóru pod okny je vymalován nástěnný koberec. Galerie obepíná síň kostela ze tří stran. Varhany, stojící na galerii naproti oltáři, jsou dílem německého varhanáře Eberharda Friedricha Walckera. Vestavěny byly do kostela v roce 1959. K jejich přestavbě došlo roku 2000. Varhany se skládají z 26 registrů na dvou manuálech a pedálech.

Ve věži se nacházejí čtyři zvony. Nejmenší zvon, který jako jediný nebyl během druhé světové války odvezen a zničen, pochází z roku 1934. Dva další zvony byly odlity německým zvonařem Friedrichem Wilhelmem Schillingem v roce 1951. Čtvrtý zvon se podařilo během války zachránit a roku 1947 byl navrácen do Ladenburgu. Jedná se o zvon z původního kostela a jeho odlití je datováno do roku 1732. Zvuk zvonů je sladěn se zvoněním v kostele sv. Havla.

## Galerie

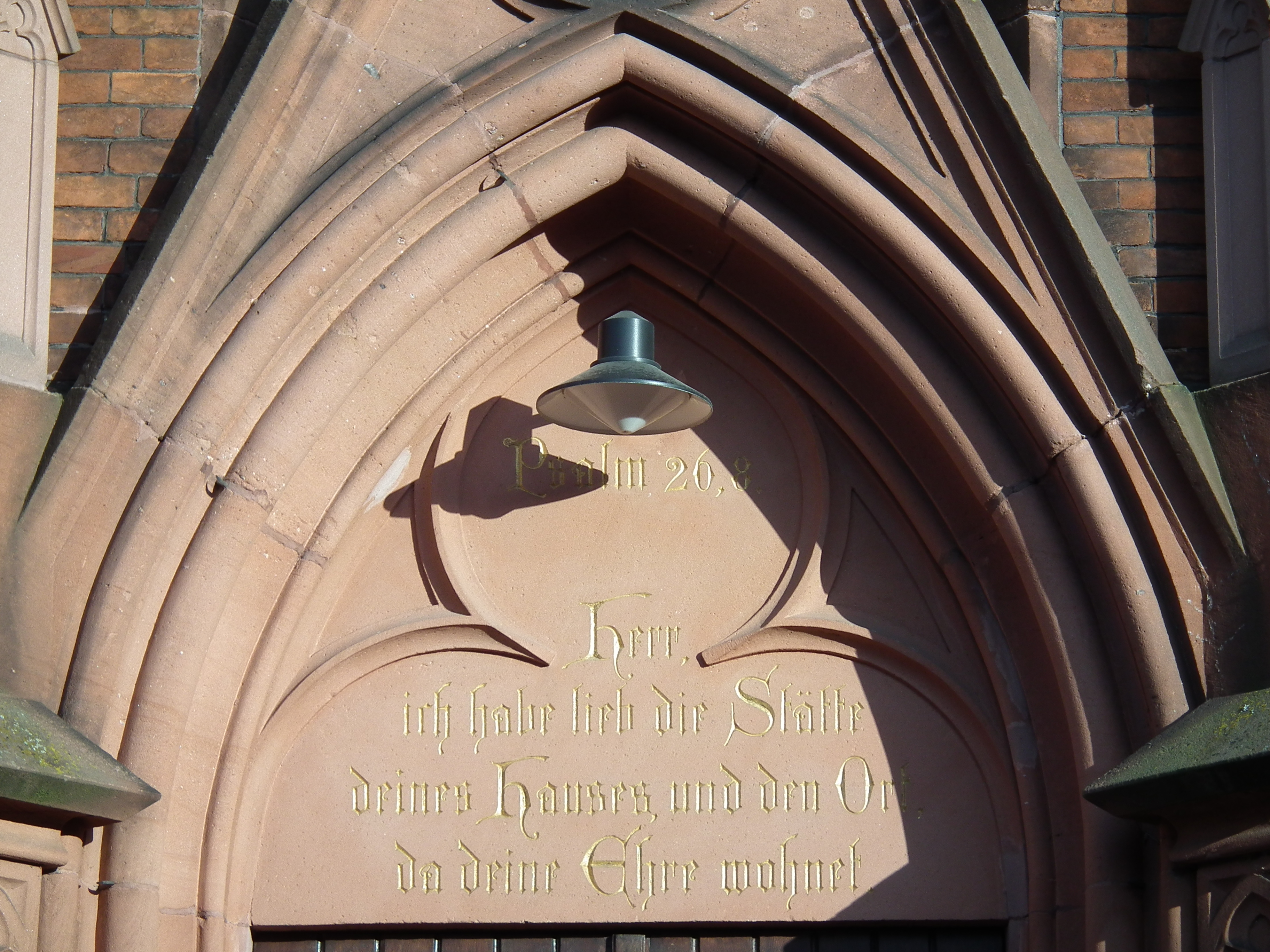
Detail vstupního portálu
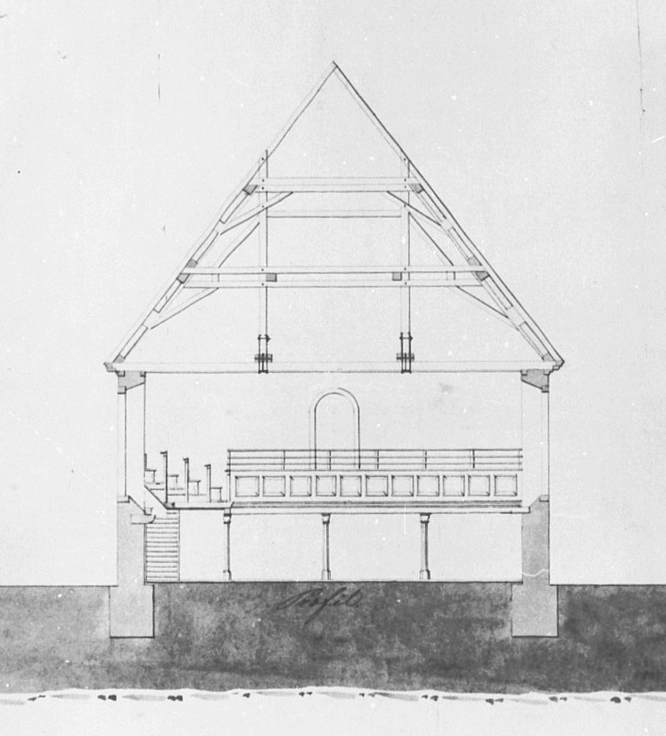
Řez stavbou
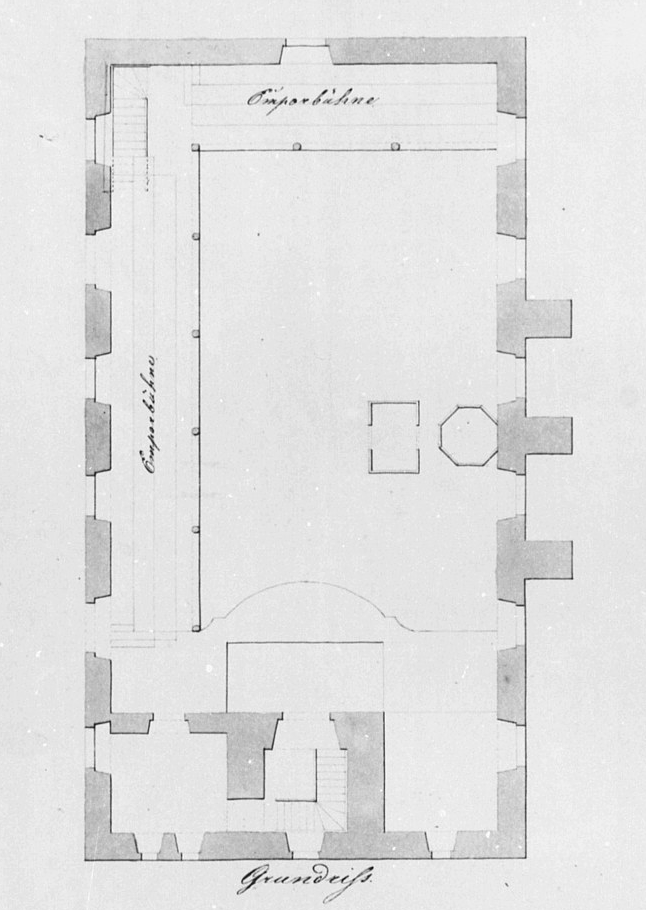
Půdorys kostela
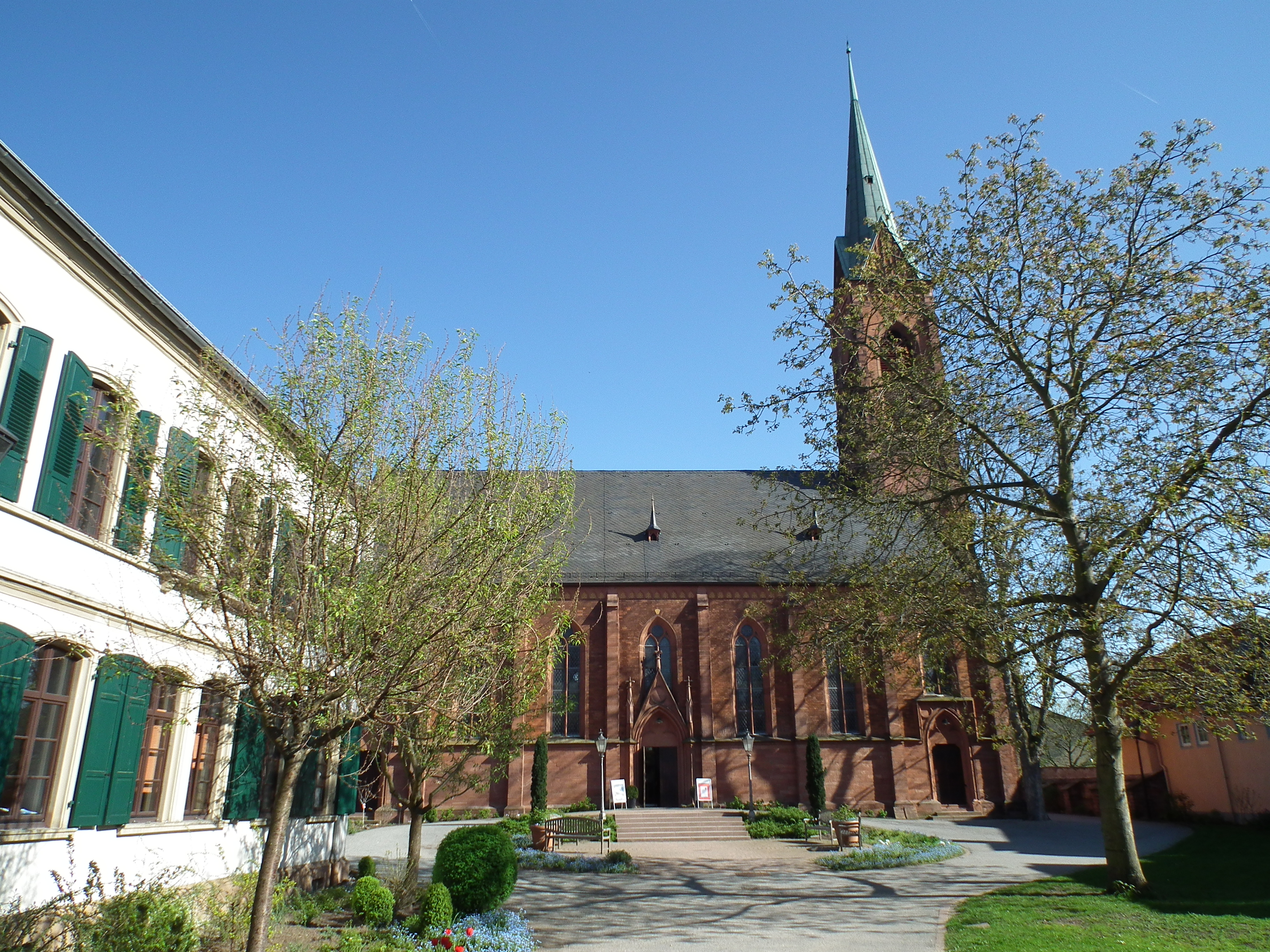
Kostel s budovou farnosti